# 名神会
名神会（めいしんかい）は、日本の愛知県名古屋市中区に本部を置く暴力団で、指定暴力団山口組の二次団体。三代目山口組の二次団体であった神戸の暴力団「平松組」の流れを汲む暴力団組織で、石川尚を首領に据えた初代体制下から名古屋に進出、中京地区における山口組の勢力拡大の一翼を担った。

## 来歴
初代会長の石川尚はもとは平松資夫率いる神戸の山口組系暴力団「平松組」の上級幹部で、のちにこの名神会の前身にあたる「名神実業」を創立。1977年の暮れに三代目山口組の直系組織（二次団体）となり、それに伴い“名神会”へ改称。平松のもとで神戸芸能に関与した石川の関係から、神戸芸能の分家という形で芸能プロダクションの運営を長年にわたり手掛け、この事業をもって愛知県下のみならず大阪や兵庫など各地に勢力を伸張させた。
竹中四代目体制が発足すると、首領の石川が竹中組長の警護役兼秘書役への抜擢を受け、竹中組長や中山若頭の間近にあって一和会との抗争いわゆる「山一抗争」に関与。司六代目体制にあっても石川は山口組の中部地区における最古参組長としての重責を担った。
2007年2月における石川の引退に伴い、田堀寛を首領に据えた二代目体制が発足、同時に山口組系弘道会の二次団体へ。そしてその翌2008年の3月に弘道会からの内部昇格という形で山口組の直系組織に昇格した。

## 歴代

### 初代：石川 尚
1934年7月2日生。山口組の二次団体であった神戸の平松組の幹部として活動、首領の平松資夫のもとで芸能興業の経験を積み、山口組の芸能部門にあたる神戸芸能に関与するなどした。「名神実業」設立後、1977年（12月）に山口組三代目組長田岡一雄から親子盃を受けて山口組の直参に昇格、同時に名神実業を“名神会”へ改称し、名古屋を本拠にその勢力を拡大させた。三代目山口組にあっては、山本若頭から目を掛けられていたこともあり、“山健派”の新鋭指導者と目された。山本の最期を看取った一人でもあった。竹中四代目体制下では竹中の警護役兼秘書役という重責を担い、いわゆる山一抗争の只中へ。一和会による竹中射殺の当日にあっては、交代任務に就いていた南力組長が射殺されている。渡辺五代目体制になると舎弟盃を受け、愛知県内唯一の五代目舎弟となった。2007年の2月に引退。跡目を田堀寛に譲った。

### 二代目：田堀 寛
1958年7月2日生。もとは弘道会に属したものの、石川尚率いる名神会へと加入。10年近くにわたって理事長の役を務め、2007年における石川の引退に伴い組織を継承。同時に高山清司の舎弟となって弘道会へと加入、この時期には既に最上部団体・六代目山口組の直参への昇格が予想されていた。そして2008年（3月）に内部昇格で直参へ。六代目体制発足以降、司忍組長の出身母体たる弘道会から誕生した初の直参となった。2011年（9月）には山口組の「総本部当番責任者」に就任している。